# Meizhou Hakka F.C.
Meizhou Hakka Football Club er en kinesisk fodboldklub som i 2017 spillede i landets næstbedste række, China League One. Klubben blev grundlagt i januar 2013, og har base i Wuhua ved byen Meizhou. Klubben spiller sine hjemmekampe på Wuhua County Stadium med plads til 6.800 tilskuere.